# Sebastian Karaś
Sebastian Karaś (ur. 1991 w Elblągu) – polski pływak, zdobywca 50 medali na Mistrzostwach Polski we wszystkich kategoriach wiekowych, ustanowił 5 rekordów Polski na basenie, reprezentował kraj na prestiżowych międzynarodowych zawodach pływackich, takich jak Puchar Europy czy Puchar Świata.
W wieku ośmiu lat za namową mamy rozpoczął naukę pływania razem ze swoim bratem Robertem na jednym z elbląskich basenów. Krótko po tym dołączył do Uczniowskiego Klubu Sportowego Orlik Elbląg, a jego pierwszym trenerem został Tomasz Mizerski. Zachęcony pierwszymi sukcesami, chcąc rozwijać swoją karierę, w wieku czternastu lat przeprowadził się do Warszawy, gdzie został uczniem Szkoły Mistrzostwa Sportowego. Ukończył również studia licencjackie na kierunku wychowanie fizyczne w Wyższej Szkole Edukacja w Sporcie.
W sierpniu 2016 roku podjął pierwszą próbę przepłynięcia Morza Bałtyckiego wpław. Z powodu niesprzyjających fal oraz następstw choroby morskiej po przepłyniętych ok. 30 km przerwał próbę. Rok później ponownie podjął wyzwanie. Wieczorem 28 sierpnia 2017 roku z plaży w Kołobrzegu wyruszył w stronę duńskiej wyspy Bornholm. Przez całą trasę asekurowała go kilkunastoosobowa załoga, płynąca statkiem obok. Po 28 godzinach i 26 minutach dotarł do celu.
W pływaniu długodystansowym ma również następujące osiągnięcia:
- przepłynięcie kanału La Manche 20.09.2015 r. (41 km w 8 godzin i 48 minut, co stanowi obecny rekord Polski; średnie tempo płynięcia: 1:17min/100m)[7]
- przepłynięcie 96 km 850 m w ciągu 24 godzin w basenie 25-metrowym, bez wychodzenia z wody[8]
- przepłynięcie najdłuższego jeziora w Polsce – Jeziorak (27 km w 5 godzin i 44 minuty)[9]
- trzykrotne przepłynięcie dystansu Hel-Gdynia (ok. 20 km) w najlepszym czasie 4 godzin i 14 minut[10]
- przepłynięcie z Helu do Gdyni i z powrotem (9 godzin i 3 minuty)[11]
- przepłynięcie 54,2 km w basenie 25-metrowym, bez wychodzenia z wody – rekord Nocnego Maratonu Pływackiego Otyliada (12 godzin pływania, średnie tempo płynięcia: 1:19 min/100m)[12].